# 팜훙
팜훙(베트남어: Phạm Hùng, 1912년 6월 11일 ~ 1988년 3월 10일) 은 베트남의 정치인, 농민운동가, 독립운동가이다.
1930년 인도차이나 공산당에 입당하여, 베트남 전역에서 농민 운동을 지도했다. 그는 1987년 ~ 1988년 베트남 사회주의 공화국의 정부수상을 지냈다. 1988년 심장마비로 사망했으며, 재임 기간은 역대 베트남 정부수상 가운데 가장 짧다.

## 생애
1912년 6월 11일 빈롱 성의 빈농 가정에서 태어난 그는 청소년 시절부터 베트남의 독립에 관심을 가지게 되었고, 1930년에 인도차이나 공산당에 입당하였다.
같은 해에 베트남 농촌 지역에서 농민을 이끌고 소작 쟁의를 주도하다가 지주를 살해한 혐의로 프랑스 식민 정부에 사형 선고를 받게 되었으나, 이후 공판 과정에서 징역형을 선고받게 되었다. 1936년 프랑스 인민전선 정부의 사면을 통해 석방된 그는 다시 소작 쟁의를 주도하고, 인도차이나 공산당의 당무에 관여하다 1939년에 체포되었으며, 1945년 8월 혁명이 일어날 때까지 풀로 콩도르(Poulo Condore) 섬 감옥에 갇혀 있었다. 이곳에서 그는 공산주의 정치범들 사이에서 존경을 받는 위치에 있었다고 전해진다.
오랫동안 베트남 중남부 농민 조직화에 힘쓴 공로로 1951년 북베트남 노동자당 중앙위원회 위원이 되었다.
1955년 하노이 정부의 지령을 받고 북부로 귀환했으며, 1957년 북베트남 노동자당 정치국원으로 임명되었다. 1964년에는 당내 급진파인 레주언 파벌의 주요 인물이 되었으며, 보응우옌잡과 달리 당내에서 더욱 적극적인 남베트남 무장 투쟁 지원을 호소하였다. 베트남 전쟁 시기에는 남베트남 민족해방전선 산하 인민해방군의 정치지도원의 역할을 겸하였다. 1967년에는 남베트남 민족해방전선을 지휘하는 남베트남 인민혁명당의 중앙집행위원회(남부 베트남 중앙사무국) 주석이 되었으며, 베트콩의 관할지의 행정 문제에 전적으로 관여하였다.
전후에는 남베트남 지역의 토지 개혁, 농촌 소기업의 국유화, 지주 숙청을 지휘하였다. 1979년에는 내무부장관이 되었고, 1987년에는 베트남 사회주의 공화국 총리로 임명됐다.